# Ardisia auriculata
Ardisia auriculata Donn.Sm. – gatunek roślin z rodziny pierwiosnkowatych (Primulaceae). Występuje naturalnie w Nikaragui, Kostaryce oraz Panamie. 

## Morfologia
PokrójZimozielony krzew dorastający do 7 m wysokości.
LiścieBlaszka liściowa ma podługowato owalny lub lancetowaty kształt. Mierzy 16–44 cm długości oraz 8–14,7 cm szerokości, jest całobrzega, ma nasadę zbiegającą po ogonku i spiczasty wierzchołek. Ogonek liściowy jest nagi i ma 4 mm długości.
KwiatyZebrane w wiechach wyrastających z kątów pędów. Mają działki kielicha o owalnym kształcie i dorastające do 1–2 mm długości. Płatki są owalne i mają białą barwę oraz 5–6 mm długości.
OwocPestkowce mierzące 5 mm średnicy, o kulistym kształcie.

## Biologia i ekologia
Rośnie w lasach. Występuje na wysokości do 200 m n.p.m.